# Actio venditi
Mittels der actio venditi konnte im römischen Obligationenrecht der Verkäufer einer Sache aus dem Kaufvertrag (emptio venditio = Kauf Verkauf) die Bezahlung des vereinbarten Kaufpreises verlangen.
Die Klageart bildete das Pendant zur actio empti, die umgekehrt dem Käufer zur Verfügung stand, um aus dem Synallagma die Leistung des Kaufgegenstandes zu verlangen. Die Prozessformel stellte auf die Leistungspflichten ab, soweit diese in Ermangelung vertraglich eindeutiger Regelungen zu präzisieren waren. Beide Klagformeln waren actiones bonae fidei (Auslegungsgrundsatz). Auf einen offenen Kaufpreis durften Verzugszinsen erhoben werden. Mussten während des Verzugs des Käufers, auf die Kaufsache Aufwendungen getätigt werden, durfte Aufwendungsersatz geltend gemacht werden. Sonstige verletzte Nebenabreden konnten zu Schadensersatzansprüchen führen.